# Chenghai (See)
Der See Chenghai oder Cheng Hai (程海,  Chéng Hǎi), der im Chinesischen auch Heiwu Hai (黑乌海,  Hēiwūhǎi) genannt wird, ist ein See im Südwesten des Kreises Yongsheng im Nordwesten der chinesischen Provinz Yunnan. Er liegt in einem seismisch aktiven Gebiet. Die Chenghai-Verwerfung (程海断裂带) ist nach ihm benannt. Der See liegt ca. 1500 m über dem Meeresspiegel, seine Fläche beträgt 77 Quadratkilometer.